# Actaea (vệ tinh)
Actaea (/ kˈtiːə /), chính thức (120347) Salacia I Actaea, là vệ tinh tự nhiên duy nhất được biết đến của thiên thể vành đai Kuiper cổ điển 120347 Salacia. Đường kính của nó ước tính 300 km, bằng đường kính của Salacia; do đó, Salacia và Actaea được một số người coi là một hệ đôi. Nếu các ước tính kích thước sau đây là chính xác, Actaea là về vệ tinh được biết đến lớn thứ sáu của một vật thể ngoài Sao Hải Vương, sau Charon (1212 km), Dysnomia (685 km), Vanth (378 km), Ilmarë (361 km) và Hiʻiaka (320 km).

## Khám phá và tên
Actaea được khám phá vào ngày 21 tháng 7 năm 2006 bởi kính viễn vọng không gian Hubble. Vào ngày 18 tháng 2 năm 2011, nó được đặt tên là Actaea theo tên của nereid Aktaia.

## Quỹ đạo
Actaea quay quanh cấp 1 của nó mỗi 5.493 ở khoảng cách 5619 ±87 km với độ lệch tâm là 0.0084 ±0.0076. Tỉ lệ của trục bán chính của nó với bán kính Hills cấp 1 là 0.0023.

## Đặc điểm vật lý
Actaea là 2,372 ± 0,060 cường độ mờ hơn so với Salacia, ngụ ý tỷ lệ đường kính 2,98 cho các albedo bằng nhau. Do đó, giả sử các albedo bằng nhau, nó có đường kính 303 ± 35 km. Actaea có cùng màu với Salacia (lần lượt là V − I = 0,89 ± 0,02 và 0,87 ± 0,01), hỗ trợ cho giả định của các albedo bằng nhau. Người ta đã tính toán rằng hệ Salacia phải trải qua quá trình tiến hóa thủy triều đủ để tuần hoàn quỹ đạo của chúng, phù hợp với độ lệch tâm đo được thấp, nhưng nhu cầu chính không bị khóa chặt. Mật độ thấp được tính cho hệ thống (1,16 g / cm3) ngụ ý rằng cả Salacia và Actaea đều bao gồm chủ yếu là nước đá. Salacia và Actaea sẽ tiếp tục huyền bí vào năm 2067. Khối lượng của hệ là 4,66 ± 0,22 × 1020 kg, với khoảng 4% trong số này là ở Actaea.